# 第七庭園
《第七庭園》（7thGARDEN）是泉光所創作的日本漫畫，開始連載於《Jump Square》2014年9月號。現時正在休刊，作者泉光亦正在連載另一漫畫作品《圖書館的大魔法師》。

## 角色列表
亞文·迦德那（Awyn Gardener）
菲亞克爾家大宅的園藝師。擅於戰鬥。為了獲得保護他人的力量，而跟薇黛定下契約，成為惡魔的僕人。
薇黛（Vyrde）
自稱「惡魔」。沉睡1000年後，在菲亞克爾家大宅的庭園中醒來。稱呼整個世界為自己的庭園。
瑪莉菲艾爾·菲亞克爾
菲亞克爾家的大小姐。喜歡亞文。

## 出版書籍
| 卷數 | 集英社        | 集英社                 | 青文出版      | 青文出版          |
| 卷數 | 發售日期      | ISBN                   | 發售日期      | EAN               |
| ---- | ------------- | ---------------------- | ------------- | ----------------- |
| 1    | 2014年12月4日 | ISBN 978-4-08-880265-7 | 2016年1月25日 | EAN 4718016016200 |
| 2    | 2015年5月1日  | ISBN 978-4-08-880342-5 | 2016年4月25日 | EAN 4718016018082 |
| 3    | 2015年9月4日  | ISBN 978-4-08-880474-3 | 2016年7月25日 | EAN 4718016018983 |
| 4    | 2015年12月4日 | ISBN 978-4-08-880265-7 | 2016年8月25日 | EAN 4718016019263 |
| 5    | 2016年4月4日  | ISBN 978-4-08-880659-4 |               |                   |
| 6    | 2016年8月4日  | ISBN 978-4-08-880758-4 |               |                   |
| 7    | 2016年12月2日 | ISBN 978-4-08-880830-7 |               |                   |
| 8    | 2017年5月2日  | ISBN 978-4-08-881054-6 |               |                   |

## 外部連結
- 漫畫官方網站 （页面存档备份，存于）（日語）
- 【編輯選書】漫畫《第七庭園》 「《我們仍未知道那天所看見的花名》漫畫版作者『泉光』的奇幻原創大作！」 - 青文出版